# Vladimír Zubov
Vladimír Zubov (* 29. února 1956 Moskva) je malíř, zejména portrétista, galerista a pedagog žijící v Kutné Hoře.

## Studia a profesní život
Na Vysoké škole pedagogické v Moskvě vystudoval obor historie a dějiny umění, na pražské Filozofické fakultě Univerzity Karlovy studoval od roku 1978 obor čeština. V letech 1982–1990 byl učitelem dějepisu a ruštiny na základní škole a později na gymnáziu v Kutné Hoře. Po roce 1989 začal podnikat, v letech 1991–2012 provozoval Cestovní a obchodní kancelář Hermes. Později se začal věnovat komunální politice jako člen ČSSD, byl členem zastupitelstva a radním města Kutná Hora (2002–2010), v roce 2005 byl oceněn Cenou za kulturu města Kutné Hory.

## Tvorba
Výtvarné tvorbě se jako autodidakt plně věnuje od roku 1998, kdy pro něj malba byla východiskem z těžké životní situace. To se odrazilo i v námětech, v nichž se odráží otázky života a smrti. Je autorem abstraktních obrazů nejrůznějších námětů vyznačujících se výraznou barevností. 
Především je ale známý svými realistickými portréty osobností společenského života. Na začátku jeho kariéry stála unikátní sbírka portrétů celého souboru herců Vinohradského divadla v Praze. Jeho portréty obdrželi například Václav Havel, George Bush, Laura Bush, Sean Connery, Mick Jagger a další.

### Vybrané výstavy
- 2005 Vladimír Zubov: Obrazy. Městská galerie Art Club, Týn nad Vltavou
- 2006 Vladimír Zubov: Portréty a obrazy. Všeobecná zdravotní pojišťovna ČR, Praha 3
- 2011 Olga Zubová, Vladimír Zubov: Suverenita štětců. Výstavní síň PRE, a. s., Praha[1]

- 2023 Vladimír Zubov: Obrazy a portréty. Spolkový dům, Kutná Hora[8][9][10]